# The Internet
The Internet är ett amerikanskt band från Los Angeles. Nuvarande medlemmar är sångaren Syd, keyboardisten Matt Martians, basisten Patrick Paige II, trummisen Christopher Smith och gitarristen Steve Lacy.

## Diskografi
Studioalbum
- 2011 – Purple Naked Ladies
- 2013 – Feel Good
- 2015 – Ego Death
- 2018 – Hive Mind